# Чжоу Яцзюнь
Чжоу Яцзюнь (кит. упр. 周亚君; 17 октября 1984, Шанхай) — китайский футболист, вратарь клуба Суперлиги Китая «Шэньчжэнь».

## Карьера

### Клубная карьера

#### Шанхай Шэньхуа
Чжоу Яньцзюнь начал карьеру в молодёжной команде «Шанхай Шэньхуа», тренировался в Бразилии, однако после продолжения карьеры игрока решил окончить высшее учебное заведение и поступил в Университет Дунхуа, за команду которого выступал в любительских лигах. После завершения учёбы игрок вновь был приглашён в состав «Шанхай Шэньхуа», за которую дебютировал в Суперлиге в 2006 году в качестве третьего вратаря команды. Дебют пришёлся на 16 июля 2006 года, в котором его клуб принимал «Циндао Чжуннэн» и одержал победу со счётом . После «сухого»  матча Чжоу стал чаще получать игровую практику и по итогам сезона принял участие в 12 матчах команды. Однако после того, как к «Шанхай Шэньхуа» был присоединен другой клуб из этого же города «Шанхай Юнайтед», Чжоу потерял место в составе уже в следующем сезоне.

#### Хэнань Констракшн
Игрок был вынужден покинуть клуб по итогам сезона 2007 года и начать новый сезон в составе другой клуба китайской Суперлиги «Хэнань Констракшн». Дебютировал в новой команде в матче открытия сезона, 5 апреля 2008 года в игре против «Ляонина», в котором была зафиксирована ничья 3-3. После этого он стал первым номером команды на сезон. Клуб занял в сезоне 10-е место, а игрок был отправлен новым менеджером Тан Яодуном в запас.